# Merremia hungaiensis
Merremia hungaiensis är en vindeväxtart som först beskrevs av Lingelsheim och Borza, och fick sitt nu gällande namn av R. C. Fan. Merremia hungaiensis ingår i släktet Merremia och familjen vindeväxter. Utöver nominatformen finns också underarten M. h. linifolia.